# Raionul Leova
Raionul Leova este un raion din Republica Moldova. Capitala sa este orașul Leova.

## Geografie
Raionul Leova este situat în partea de sud-vest a Republicii Moldova, pe malul stâng al râului Prut, care este și frontieră naturală de stat cu România. Raionul are o suprafață de 764,7 km², reprezentând 2,26% din suprafața totală a țării. Raionul Leova a fost înființat la 11 noiembrie 1940 (însă primele atestări istorice datează din sec. al XIV-lea) și se învecinează la nord cu raionul Hîncești, la sud cu raionul Cantemir, la vest cu România (județul Vaslui), la est cu raionul Cimișlia și UTA Găgăuzia.
În afara capitalei, care are statut de oraș, restul zonei raionului este împărțit în unități rurale.

### Relief
Relieful raionului face parte din câmpia deluroasă-ondulată a Moldovei de Sud. Elementele reliefului sunt foarte neomogene expuse pe cumpetele de apă înguste ce se întind în general de la nord la sud, versanți cu diferită înclinație, ravine și vâlcele adânci și lungi, amplitudinea variază în limitele 50-230 m, cele mai joase fiind amplasate în lunca râurilor Prut și Sărata. Câmpiile ridicate ale raionului, dezmembrate în panta de coborâre de la nord spre sud, se grupează în patru mari unități:
- Câmpia din lunca Prutului
- Podișul Central Moldovenesc
- Câmpia ridicată a Grânețului
- Podișul Tigheciului cu o atitudine maximă de 294 m

### Climă
Clima este temperat-continentală cu regim omogen, ca urmare a neuniformizării reliefului de câmpie se caracterizează prin veri foarte calde (seceta predomină 3-4 ani din 10) și ierni reci. Clima se deosebește prin particularitățile de uscăciuni periodice, ploi torențiale intensive și schimbare bruscă de temperatură.
Teritoriul raionului aparține unei zone cu umezeală insuficientă. Media anuală a depunerilor atmosferice constituie 400-500 mm, majoritatea cad sub formă de ploi torențiale. Temperatura medie anuală constituie +9,6°C, absolut maximă +40°C, absolut minimă –33°C.

### Resurse de apă
Resursele de apă ale raionului sunt formate din râuri, iazuri, bazine și bălți (cca 68 bazine acvatice) suprafața cărora constituie 812,73 ha. Râul Prut reprezintă principala sursa de apă, cu o lungime de 36 km pe întreg teritoriul raionului. De asemenea, raionul este tranzitat de 4 afluenți mijlocii ai râului Prut: Lăpușnița, Tigheci, Sărata, Ialpugel, care sunt într-o stare satisfăcătoare, având lungimea totală de 74,9 km. Râulețe mai mici sunt Sârma, Sărățica și Cărpineanca, cu lungimea totală de 42,6 km. Cele mai mari bazine artificiale de apă sunt în apropierea satelor Sărata Nouă, Cîzlar, Tomai.

### Resurse naturale
Resursele naturale ale raionului le constituie pădurile, râurile și iazurile. Bogățiile naturale subterane sunt reprezentate de zăcăminte de nisip, argilă, lut, betonită, ape minerale. În execuție sunt 2 cariere de dobândire a nisipului pe o suprafață totală de 3,6 ha, din care 2 ha cu amplasare în extravilanul satului Sărata-Răzeși și 1,6 ha în extravilanul satului Hănăsenii Noi. Fondul forestier ocupă 13,3 % din teritoriul raionului cu vârstă medie de 32-45 ani.
Din suprafața toată a raionului de 76,5 mii ha, terenul agricol constituie 57,3 mii ha iar cel neagricol constituie 19,2 mii ha.
Terenuri agricole:
- teren arabil – 37,6 mii ha;
- plantații multianuale – 6,1 mii ha, din care: livezi – 1,2 mii ha; vii – 3,9 mii ha; plantații nucifere – 0,8 ha; alte plantații 0,2 ha;
- pârloagă – 2,0 mii ha;
- fânețe – 28,37 ha;
- pășuni – 11,5 mii ha.

Terenuri neagricole:
- plantații forestiere – 11,9 mii ha, din care fâșii de protecție 891,23 ha;
- ape – 1,6 mii ha, inclusiv iazuri – 812 ha, râuri și râulețe – 486,91 ha, mlaștini 302,8 ha;
- drumuri – 2,5 mii ha;
- străzi și piețe – 704,17 ha;
- construcții – 960,29 ha;
- alte terenuri – 1,8 mii ha, din care râpi – 283,37 ha, alunecări de teren 341,8 ha și altele 1.247,05 ha;

## Istoric
Rămășițe ale fortificațiilor antice, Valul lui Traian, pot fi văzute la nord de Leova.
Raionul Leova a fost înființat în 2003. Până în februarie 2003, zona era parte comună a raioanelor de astăzi Basarabeasca, Cimișlia și Hîncești, iar în 1998-2001 a făcut parte din județul Lăpușna.

## Demografie

### Statistici vitale
Principalii indicatori demografici, 2012:
- Natalitatea: ▲615 (11,5 la 1.000 locuitori)
- Mortalitatea: ▼603 (11,3 la 1.000 locuitori)
- Spor natural: +12

### Structura etnică
| Grup etnic | Populație | % Procentaj* |
| ---------- | --------- | ------------ |
| Moldoveni  | 44.144    | 86,46%       |
| Bulgari    | 3.803     | 7,45%        |
| Ucraineni  | 1.245     | 2,44%        |
| Ruși       | 1.170     | 2,29%        |
| Găgăuzi    | 430       | 0,84%        |
| Țigani     | 105       | 0,21%        |
| Alții      | 159       | 0,32%        |

## Administrație și politică
Președintele raionului Leova este Nicolae Popa (PAS), ales la 16 decembrie 2023.
Componența Consiliului Raional Leova (27 de consilieri), ales la 5 noiembrie 2023, este următoarea:
|  | Partid                                       | Consilieri | Componență | Componență | Componență | Componență | Componență | Componență | Componență | Componență | Componență | Componență |
|  | -------------------------------------------- | ---------- | ---------- | ---------- | ---------- | ---------- | ---------- | ---------- | ---------- | ---------- | ---------- | ---------- |
|  | Partidul Acțiune și Solidaritate             | 10         |            |            |            |            |            |            |            |            |            |            |
|  | Liga Orașelor și Comunelor                   | 6          |            |            |            |            |            |            |            |            |            |            |
|  | Partidul Social Democrat European            | 4          |            |            |            |            |            |            |            |            |            |            |
|  | Partidul Socialiștilor din Republica Moldova | 4          |            |            |            |            |            |            |            |            |            |            |
|  | Partidul Comuniștilor din Republica Moldova  | 2          |            |            |            |            |            |            |            |            |            |            |
|  | Partidul „Renaștere”                         | 1          |            |            |            |            |            |            |            |            |            |            |

## Diviziuni administrative
Raionul Leova are 40 localități: 2 orașe, 20 comune și 18 sate.

## Atracții turistice
- Valul lui Traian - pe teritoriul raionului Leova se întinde o parte a Zidului de Sus, de la orașui Leova la vest trecând pe lângă satele Troian și Sărățica Nouă spre est.[11]